# Volleyball Thailand League 2017-2018 (maschile)
La Volleyball Thailand League 2017-2018 si è svolta dal 4 novembre 2017 al 4 marzo 2018: al torneo hanno partecipato otto squadre di club thailandesi e la vittoria finale è andata per la quinta volta al Nakhon Ratchasima.

## Regolamento

### Formula
Le squadre hanno disputato un girone all'italiana, con gare di andata e ritorno, per un totale di quattordici giornate.

### Criteri di classifica
Se il risultato finale è stato di 3-0 o 3-1 sono stati assegnati 3 punti alla squadra vincente e 0 a quella sconfitta, se il risultato finale è stato di 3-2 sono stati assegnati 2 punti alla squadra vincente e 1 a quella sconfitta.
L'ordine del posizionamento in classifica è stato definito in base a:
- Numero di partite vinte;
- Punti;
- Ratio dei set vinti/persi;
- Ratio dei punti realizzati/subiti;
- Risultati degli scontri diretti.

## Squadre partecipanti
| Club                        | Città             | Palazzetto                                   | Stagione precedente              |
| --------------------------- | ----------------- | -------------------------------------------- | -------------------------------- |
| Air Force                   | Bangkok           | BG Hall Bangkok                              | Campione di Thailandia           |
| Chiang Rai                  | Chiang Rai        | King Rama IX Stadium Nonthaburi              | 2ª in Pro Challenge              |
| DFRL Phitsanulok            | Phitsanulok       | PSRU Indoor Stadium Phitsanulok              | 5ª in Volleyball Thailand League |
| Fitness Samutsakhon Visakha | Bangkok           | Ramkhamhaeng Gymnasium Bangkok               | 4ª in Volleyball Thailand League |
| Kasetsart                   | Bangkok           | Ramkhamhaeng Gymnasium Bangkok               | 6ª in Volleyball Thailand League |
| Khonkaen                    | Khon Kaen         | Khon Kaen Provincial Gymnasium Khon Kaen     | Vincitrice Pro Challenge         |
| Nakhon Ratchasima           | Nakhon Ratchasima | The Mall Nakhon Ratchasima Nakhon Ratchasima | 2ª in Volleyball Thailand League |
| Ratchaburi                  | Ratchaburi        | Chonburi Municipal Stadium Chonburi          | 3ª in Volleyball Thailand League |

## Torneo

### Risultati
| Prima giornata |                                |     |                     |
|                |                                |     |                     |
| 04-11          | Khonkaen-Nakhon Ratchasima     | 0-3 | 24-26, 14-25, 19-25 |
| 11-11          | Air Force-Kasetsart            | 3-0 | 25-10, 25-13, 25-17 |
| 11-11          | Fitness Samutsakhon-Chiang Rai | 3-0 | 25-21, 25-22, 25-21 |
| 12-11          | DFRL Phitsanulok-Ratchaburi    | 3-0 | 26-24, 25-18, 25-23 |

| Seconda giornata |                                      |     |                            |
|                  |                                      |     |                            |
| 18-11            | Nakhon Ratchasima-Air Force          | 1-3 | 25-16, 20-25, 21-25, 21-25 |
| 18-11            | Kasetsart-Chiang Rai                 | 0-3 | 17-25, 20-25, 21-25        |
| 19-11            | Ratchaburi-Khonkaen                  | 3-1 | 25-19, 23-25, 25-16, 25-16 |
| 19-11            | DFRL Phitsanulok-Fitness Samutsakhon | 3-0 | 25-17, 25-21, 26-24        |

| Terza giornata |                               |     |                            |
|                |                               |     |                            |
| 25-11          | Kasetsart-Fitness Samutsakhon | 1-3 | 19-25, 27-25, 16-25, 25-27 |
| 25-11          | Nakhon Ratchasima-Ratchaburi  | 3-0 | 25-19, 25-17, 25-15        |
| 26-11          | Air Force-Khonkaen            | 3-0 | 25-22, 25-20, 25-18        |
| 26-11          | DFRL Phitsanulok-Chiang Rai   | 3-0 | 25-21, 25-19, 25-20        |

| Quarta giornata |                                  |     |                                   |
|                 |                                  |     |                                   |
| 02-12           | DFRL Phitsanulok-Air Force       | 3-2 | 25-21, 25-18, 25-27, 19-25, 15-11 |
| 02-12           | Nakhon Ratchasima-F. Samutsakhon | 3-0 | 25-23, 25-19, 26-24               |
| 03-12           | Khonkaen-Chiang Rai              | 1-3 | 22-25, 25-20, 12-25, 26-28        |
| 03-12           | Kasetsart-Ratchaburi             | 0-3 | 21-25, 18-25, 17-25               |

| Quinta giornata |                                |     |                            |
|                 |                                |     |                            |
| 09-12           | DFRL Phitsanulok-Khonkaen      | 3-0 | 25-16, 25-18, 25-18        |
| 10-12           | Fitness Samutsakhon-Ratchaburi | 3-1 | 26-24, 22-25, 25-22, 25-15 |
| 10-12           | Nakhon Ratchasima-Kasetsart    | 3-0 | 25-15, 25-17, 25-8         |
| 11-12           | Air Force-Chiang Rai           | 3-0 | 25-17, 25-15, 25-15        |

| Sesta giornata |                                    |     |                                   |
|                |                                    |     |                                   |
| 16-12          | Khonkaen-Kasetsart                 | 3-1 | 23-25, 25-19, 25-15, 25-13        |
| 16-12          | Fitness Samutsakhon-Air Force      | 0-3 | 19-25, 18-25, 11-25               |
| 17-12          | Ratchaburi-Chiang Rai              | 3-0 | 25-23, 25-23, 25-22               |
| 17-12          | Nakhon Ratchasima-DFRL Phitsanulok | 3-2 | 24-26, 25-23, 25-23, 22-25, 15-10 |

| Settima giornata |                              |     |                            |
|                  |                              |     |                            |
| 23-12            | Air Force-Ratchaburi         | 3-1 | 27-25, 21-25, 25-13, 25-16 |
| 23-12            | Nakhon Ratchasima-Chiang Rai | 3-0 | 25-17, 25-18, 25-11        |
| 24-12            | Kasetsart-DFRL Phitsanulok   | 0-3 | 16-25, 17-25, 17-25        |
| 24-12            | Khonkaen-Fitness Samutsakhon | 0-3 | 20-25, 22-25, 16-25        |

| Ottava giornata |                              |     |                     |
|                 |                              |     |                     |
| 13-01           | Kasetsart-Air Force          | 0-3 | 12-25, 18-25, 11-25 |
| 13-01           | Nakhon Ratchasima-Chiang Rai | 3-0 | 25-16, 25-18, 25-22 |
| 14-01           | Visakha-Khonkaen             | 3-0 | 25-16, 25-14, 25-13 |
| 14-01           | DFRL Phitsanulok-Ratchaburi  | 3-0 | 25-23, 25-18, 25-18 |

| Nona giornata |                             |     |                                   |
|               |                             |     |                                   |
| 20-01         | Air Force-Nakhon Ratchasima | 1-3 | 21-25, 14-25, 25-23, 25-12        |
| 20-01         | Kasetsart-Chiang Rai        | 2-3 | 22-25, 25-22, 14-25, 25-23, 8-15  |
| 21-01         | Khonkaen-Ratchaburi         | 3-2 | 25-20, 11-25, 14-25, 25-20, 15-13 |
| 21-01         | Visakha-DFRL Phitsanulok    | 0-3 | 23-25, 19-25, 21-25               |

| Decima giornata |                              |     |                     |
|                 |                              |     |                     |
| 03-02           | Visakha-Kasetsart            | 3-0 | 25-14, 25-20, 25-17 |
| 03-02           | Ratchaburi-Nakhon Ratchasima | 0-3 | 17-25, 19-25, 17-25 |
| 04-02           | DFRL Phitsanulok-Chiang Rai  | 3-0 | 25-15, 25-15, 25-19 |
| 04-02           | Air Force-Khonkaen           | 3-0 | 25-12, 25-16, 25-12 |

| Undicesima giornata |                            |     |                            |
|                     |                            |     |                            |
| 10-02               | Ratchaburi-Kasetsart       | 3-0 | 25-12, 25-19, 25-22        |
| 10-02               | Nakhon Ratchasima-Visakha  | 3-0 | 25-19, 25-15, 25-18        |
| 11-02               | Air Force-DFRL Phitsanulok | 3-1 | 25-23, 27-25, 20-25, 25-22 |
| 11-02               | Chiang Rai-Khonkaen        | 3-0 | 28-26, 28-26, 25-20        |

| Dodicesima giornata |                             |     |                     |
|                     |                             |     |                     |
| 17-02               | Chiang Rai-Air Force        | 0-3 | 19-25, 16-25, 16-25 |
| 17-02               | Kasetsart-Nakhon Ratchasima | 0-3 | 17-25, 13-25, 12-25 |
| 18-02               | Ratchaburi-Visakha          | 0-3 | 22-25, 23-25, 20-25 |
| 18-02               | Khonkaen-DFRL Phitsanulok   | 0-3 | 16-25, 19-25, 15-25 |

| Tredicesima giornata |                            |     |                            |
|                      |                            |     |                            |
| 24-02                | Visakha-Air Force          | 0-3 | 16-25, 23-25, 16-25        |
| 24-02                | Nakhon Ratchasima-Khonkaen | 3-0 | 25-18, 25-17, 25-13        |
| 25-02                | Chiang Rai-Ratchaburi      | 3-1 | 25-19, 21-25, 25-23, 25-20 |
| 25-02                | DFRL Phitsanulok-Kasetsart | 3-0 | 25-16, 25-16, 25-21        |

| Quattordicesima giornata |                                    |     |                                   |
|                          |                                    |     |                                   |
| 03-03                    | Ratchaburi-Air Force               | 0-3 | 17-25, 19-25, 13-25               |
| 03-03                    | Chiang Rai-Visakha                 | 3-2 | 25-16, 23-25, 21-25, 25-15, 15-13 |
| 04-03                    | DFRL Phitsanulok-Nakhon Ratchasima | 0-3 | 21-25, 21-25, 20-25               |
| 04-03                    | Khonkaen-Kasetsart                 | 2-3 | 21-25, 14-25, 25-18, 25-21, 10-15 |

### Classifica
| Pos. | Squadra                      | Pt | G  | V  | P  | SV | SP | Ratio | PF    | PS    | Ratio |
| ---- | ---------------------------- | -- | -- | -- | -- | -- | -- | ----- | ----- | ----- | ----- |
| 1.   | Nakhon Ratchasima            | 38 | 14 | 13 | 1  | 40 | 6  | 6.666 | 1 123 | 843   | 1.332 |
| 2.   | Air Force                    | 37 | 14 | 12 | 2  | 39 | 9  | 4.333 | 1 135 | 899   | 1.262 |
| 3.   | DFRL Phitsanulok             | 33 | 14 | 11 | 3  | 36 | 11 | 3.272 | 1 132 | 947   | 1.195 |
| 4.   | Fitness Samutsakhon/ Visakha | 21 | 14 | 7  | 7  | 22 | 23 | 0.956 | 1 015 | 1 015 | 1.000 |
| 5.   | Chiang Rai                   | 16 | 14 | 6  | 8  | 18 | 30 | 0.600 | 1 007 | 1 084 | 0.928 |
| 6.   | Ratchaburi                   | 13 | 14 | 4  | 10 | 17 | 31 | 0.548 | 1 023 | 1 093 | 0.935 |
| 7.   | Khonkaen                     | 6  | 14 | 2  | 12 | 10 | 39 | 0.256 | 915   | 1 165 | 0.785 |
| 8.   | Kasetsart                    | 3  | 14 | 1  | 13 | 7  | 41 | 0.170 | 851   | 1 155 | 0.736 |

| Campione di Thailandia | Retrocessa in Pro Challenge |

## Classifica finale
| Pos                   | Squadra                      | Qualificazione                 |
| --------------------- | ---------------------------- | ------------------------------ |
| Thailandia (bandiera) | Nakhon Ratchasima            | Thai-Denmark Super League 2018 |
| Thailandia (bandiera) | Nakhon Ratchasima            | AVC Club Championship 2018     |
| 2                     | Air Force                    | Thai-Denmark Super League 2018 |
| 3                     | DFRL Phitsanulok             | Thai-Denmark Super League 2018 |
| 4                     | Fitness Samutsakhon/ Visakha | Thai-Denmark Super League 2018 |
| 5                     | Chiang Rai                   | Thai-Denmark Super League 2018 |
| 6                     | Ratchaburi                   | Thai-Denmark Super League 2018 |
| 7                     | Khonkaen                     | Pro Challenge 2018-19          |
| 8                     | Kasetsart                    | Pro Challenge 2018-19          |

## Premi individuali
| Premio                | Nome                 | Squadra           |
| --------------------- | -------------------- | ----------------- |
| MVP                   | Aung Thu             | Nakhon Ratchasima |
| Miglior palleggiatore | Adipong Phonpinyo    | DFRL Phitsanulok  |
| Miglior opposto       | Aung Thu             | Nakhon Ratchasima |
| Miglior opposto       | Luiz Perezto         | DFRL Phitsanulok  |
| Miglior schiacciatore | Wanchai Tabwises     | Nakhon Ratchasima |
| Miglior centrale      | Teerasak Nakprasong  | DFRL Phitsanulok  |
| Miglior centrale      | Kissada Nilsawai     | Air Force         |
| Miglior libero        | Tanapat Charoensuk   | Nakhon Ratchasima |
| Miglior allenatore    | Somboon Sukonthapong | Nakhon Ratchasima |